# Intuitive Machines
Intuitive Machines, LLC är ett privat amerikanskt företag med huvudkontor i Houston i Texas. Det grundades 2013 av Steve Altemus, Kam Ghaffarian och Tim Crain för att tillhandahålla autonoma system för industriella system, drönare, rymdfarkoster, rymddräkter, modellering och simuleringstjänster.
I november 2018, blev företaget utvalt av NASA som en av nio företag som tilläts vara med och buda på Commercial Lunar Payload Services program (CLPS). Deras månlandare Nova-C, kommer att ingå i NASA's CLPS program som den första landaren i detta program som är fokuserad på utforskningen av naturresurser på månen.